# Наркевич, Иван Иванович
Иван Иванович Наркевич (бел. Іван Іванавіч Наркевіч; род. 22 апреля 1946) — советский и белорусский физик, доктор физико-математических наук, профессор.

## Биография
Родился 22 апреля 1946 года в деревне Томашевичи Дзержинского района (ныне-Узденского района) Минской области.
Окончил Белорусский технологический институт, специальность «Технология неорганических веществ и минеральных удобрений» (1969), его аспирантуру (1974), докторантуру Санкт-Петербургского государственного университета (1993).
С 1969 года работает в Белорусском технологическом институте (Белорусский государственный технологический университет): лаборант, ассистент, старший преподаватель, профессор, в 1986—2013 — заведующий кафедрой физики.
Доктор физико-математических наук (1994), профессор (1994).

## Научные интересы
- Молекулярно-статистическая теория неоднородной конденсированной среды и поверхностных явлений;
- Двухуровневая методика учёта влияния тепловых флюктуаций на термодинамические потенциалы молекулярных систем, используемых для построения нелинейной статистической теории упругости.

## Книги
- Физика для втузов: Механика. Молекулярная физика : [Учеб. пособие для инж.-техн. и технол. спец. втузов]. Иван Иванович Наркевич. Вышэйш. шк., 1992 — Всего страниц: 432
- Физические основы механики : электронный учебно-методический комплекс / И. И. Наркевич, В. В. Чаевский. — Электр. текст. дан. 587 МБ (PDF). — Минск : БГТУ, 2012. — 1 электр. опт. диск (СD-RW).
- Физика : учебник для студ. вузов технич. и технологич. спец. / И. И. Наркевич, Э. И. Волмянский, С. И. Лобко. — Минск : Новое знание, 2004. — 680 с.
- Физика. Лабораторный практикум : учеб. пос. для студ. технических спец. вузов / И. М. Белый [и др.]; [науч. ред. И. И. Наркевич]. — Минск : БГТУ, 2003. — 149 с.
- Физика для втузов. Электричество и магнетизм. Оптика. Строение вещества : учеб. пос. для студ. инженерно-технич. и технологич. спец. вузов / И. И. Наркевич, Э. И. Волмянский, С. И. Лобко. — Минск : Вышэйшая школа, 1994. — 554 с.

Список статей: https://scholar.google.ru/citations?user=IDqvSZQAAAAJ&hl=ru